# Lagedichtheidpolyetheen

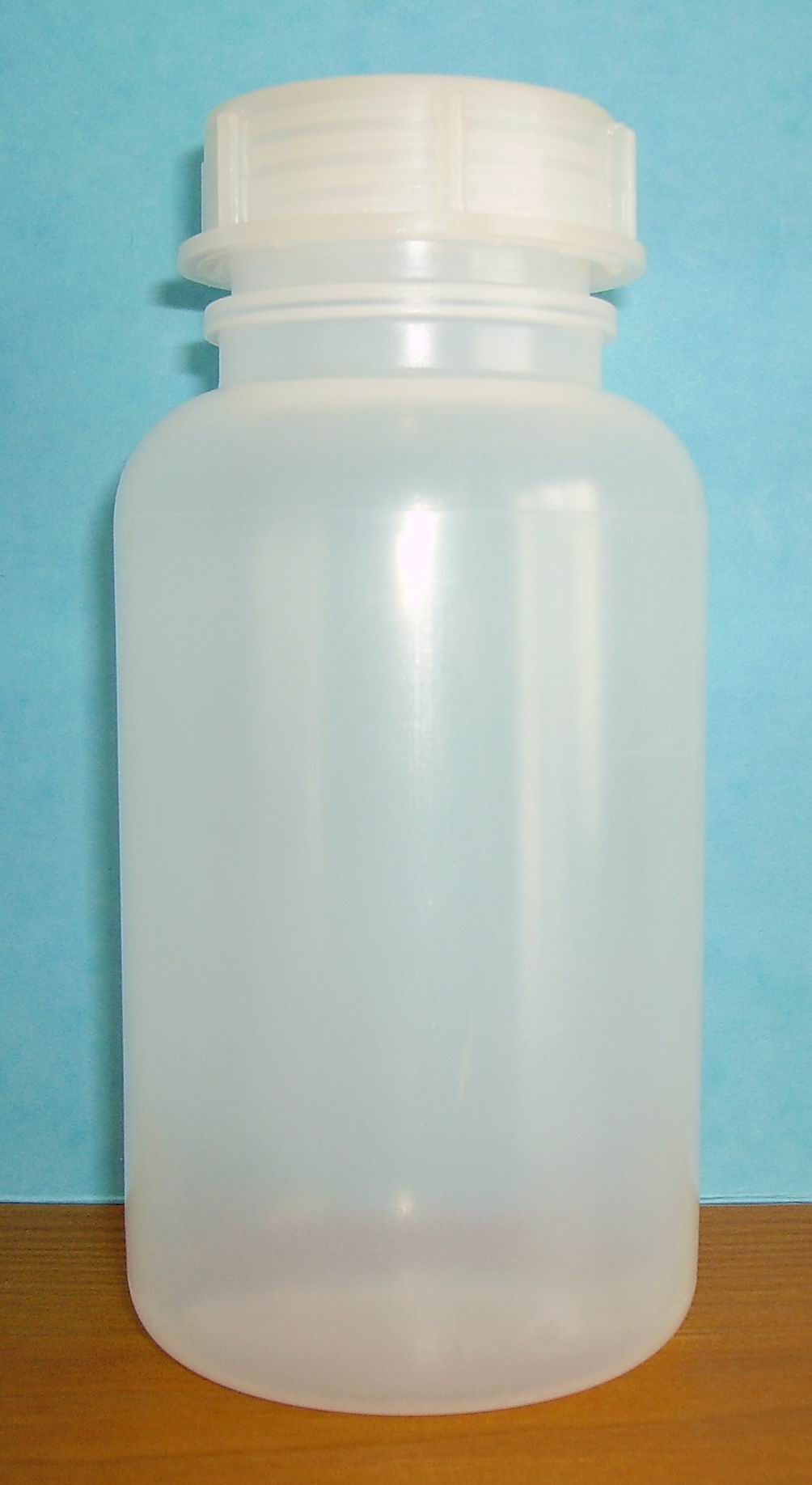
LDPE

Lagedichtheidpolyetheen (LDPE) is een thermoplast gemaakt van olie. Het was de eerste soort polyetheen, geproduceerd in 1933 door Imperial Chemical Industries (ICI), gebruikmakend van een hogedrukproces via vrije-radicaal-polymerisatie. Deze producent gebruikt deze methode vandaag de dag nog steeds.

## Eigenschappen
LDPE is vrij zacht en taai. Het is waterafstotend, een goede isolator (warmte, elektriciteit) en heeft een goede slagvastheid. Voor het produceren van LDPE wordt er aardolie gebruikt. Naar schatting wordt één procent van de totale aardolie gebruikt voor het produceren van LDPE.
LDPE reageert niet bij kamertemperatuur, behalve met sterk oxiderende stoffen. De moleculen bestaan steevast uit koolstof- en waterstofatomen. Als het materiaal in aanraking komt met vuur, ontstaat er enkel koolstofdioxide en water, waardoor er geen gevaar is voor het milieu en de mens. Het is goed bestand tegen basen en zuren. Sommige oplosmiddelen laten LDPE opzwellen. Het kan constant temperaturen tot 80 °C verdragen en temperaturen tot 95 °C gedurende korte tijd.
LDPE is meer vertakt (ongeveer 2% van de koolstofatomen) dan HDPE. Door de hoge vertakkingsgraad is LDPE minder kristallijn waardoor de dichtheid lager is.

### Fysische eigenschappen
- smeltpunt: 105 °C
- Treksterkte: 11,7 MPa
- Dichtheid: 0,91-0,94 g/cm³

## Toepassingen
- Blaasfolie: gebruikt voor folie (folie voor verpakkingen huishoudfolie), plastic tassen, landbouwplastic, waterkerende damp-open folie als bouwmateriaal
- Extrusiecoating: voor de coating van fotopapier en karton voor bijvoorbeeld melkpakken.
- Flessen
- Kabelbeschermmaterialen
- Schuimfolie
- Kliko's
- Hottubs
- Geodriehoeken